# Igreja de São Pedro (Amarante)
A Igreja de São Pedro situa-se na atual freguesia de Amarante (São Gonçalo), Madalena, Cepelos e Gatão, no município de Amarante, em Portugal.
Em 1626 é constituida a Irmandade de Nossa Senhora da Conceição que irá desenvlver a construção da igreja.
A frontaria desta igreja é de estilo barroco.

### Órgão de tubos
O órgão de tubos possui um curioso detalhe: o armário que aloja o dispositivo principal está ornamentado lateralmente com flancos inclinados e uma série de tubos falsos que oferecem ao conjunto o aspeto de ser maior do que realmente é.
O instrumento faz parte do espólio que foi alvo de uma profunda intervenção de restauro, finalizado em 2015.
A sua data de construção e o seu autor são desconhecidos, poderá ter sido obra do organeiro Manuel de Sá Couto (1758-1837), natural de Santo Tirso.

### Classificação
Está classificada como Imóvel de Interesse Público desde 1982.